# Tomasz Działowy
Tomasz Działowy, znany również jako Gimper i Gimpson (ur. 17 kwietnia 1994 w Kołobrzegu) – polski youtuber, influencer i osobowość medialna, kiedyś także twórca utworów muzycznych. Prowadzący autorskiego internetowego talk show Lekko nie będzie (we współpracy z IPLA.TV) oraz podcastu Zgrzyt (wraz Tomaszem „Revo” Bagińskim). Współwłaściciel agencji kreatywnej Vidmo.

## Działalność
W 2011 rozpoczął tworzenie filmów poświęconych grom komputerowym, publikowanych na platformie YouTube. Trzy lata później kanał cieszył się znaczną popularnością, notując ponad 300 tys. subskrybentów. 10 września 2016 jego kanał na YouTube przekroczył próg miliona subskrypcji.
W 2014 samodzielnie wydał debiutancki album pt. Jeden, który zakupiło 1,5 tys. nabywców. W 2015 we współpracy z DJ-em Remo nagrał piosenkę „Bombsite A”, w którym gościnnie wystąpiła youtuberka Weronika „Mamiko” Heck. Promowany teledyskiem singiel uzyskał status trzykrotnej platynowej płyty w Polsce, sprzedając się w nakładzie 60 tys. kopii. 12 sierpnia 2016 wydał pierwszy, dostępny w powszechnej sprzedaży, album studyjny pt. Niepowstrzymany, który promował teledyskami do utworów: „Mój przyjaciel, grubas 2”, „Liryczna chłosta” i „Niepowstrzymany”.
Od 2014 prowadzi przedsiębiorstwo Vidmo zajmujące się prowadzeniem kanałów na platformie YouTube i PR. Jest większościowym udziałowcem agencji kreatywnej Vidmo, która realizuje kampanie reklamowe dla firm oraz zarządza i pomaga w prowadzeniu kanałów na platformie YouTube (m.in. program Mniej Więcej). 3 stycznia 2023 został współwłaścicielem klubu sztuk walk „Hunter”.
20 października 2017 uruchomił internetowy talk-show Lekko nie będzie, które udostępniane jest na YouTube oraz w serwisie ipla. 3 grudnia 2018 został ambasadorem drużyny E-Sportowej AGO Esports i założył kanał x-kom AGO. Wiosną 2019 w parze z Natalią Głębocką został finalistą dziewiątej edycji programu rozrywkowego Dancing with the Stars. Taniec z gwiazdami w telewizji Polsat. 12 grudnia tego samego roku wydał książkę pt. „Zdolny do wszystkiego”, która uzyskała status bestsellera jeszcze w okresie przedsprzedaży.

## Kontrowersje
Filmy, które do lutego 2017 publikował na kanale YouTube, z założenia adresowane były do osób w wieku powyżej 16. roku życia. Posługiwał się w nich wulgarnym językiem; przez część swojej widowni był odbierany jako osoba agresywna, która ośmiesza i upokarza innych. Brak wyraźnych oznaczeń wiekowych na produkcjach przyczynił się do tego, że filmy trafiały nie tylko do osób, do których miały trafiać z założenia, ale również do dzieci, którym imponował styl twórcy. Z tego względu Grzegorz Marczak, dziennikarz portalu Antyweb, na jego łamach nazwał go „czołową patologią polskiego YouTube”. W 2015 został pozwany do sądu przez innego twórcę, Krzysztofa „Atora” Woźniaka, który zarzucił mu pomówienie i niszczenie dobrego imienia. Była to pierwsza tego typu sprawa w polskim wymiarze sprawiedliwości. W październiku 2023 roku sprawa ta zakończyła się jednak wygraną Gimpera.
W 2017 zmienił styl nagrywanych filmików, wyeliminował wulgaryzmy oraz wprowadził oznaczenie wiekowe 16+ dla wskazania konkretnej grupy odbiorców, do których adresowany jest materiał. Grzegorz Marczak, który wcześniej krytykował Gimpera za styl, docenił jego zmianę, jak i profesjonalizm programów, które youtuber prowadzi. 1 stycznia 2019 opublikował materiał, w którym szeroko poruszył temat własnej działalności z ostatnich kilku lat, w tym kontrowersji.

## Walki freak show fight
26 marca 2022 podczas trwającej gali Fame 13 organizowanej przez Fame MMA został zapowiedziany jego występ na kolejnej gali (Fame 14). 14 maja tego samego roku w walce wieczoru zmierzył się z Mateuszem „Trombą” Trąbką, jednym z członków Ekipy Friza, z którym przegrał przez techniczny nokaut przed końcem drugiej rundy.
3 lutego 2023 podczas Fame 17 stoczył walkę z youtuberem Cezarym „Czarmageddonem” Jóźwikiem, której pokonał po jednogłośnej decyzji sędziowskiej.
W 2024 roku zapowiedziano jego walkę z prezenterem Filipem Chajzerem na 22. gali Fame MMA w formule MMA. Jednak po rezygnacji Chajzera z udziału w walce nowym rywalem Działowego został youtuber Krzysztof Gonciarz, którego znokautował 31 sierpnia na warszawskim Stadionie PGE Narodowym ciosem wyprowadzonym z prawej ręki w trzeciej rundzie.

## Życie prywatne
Jest biseksualny. Pozostawał w nieformalnym związku z Eweliną Orzegowską (w latach 2015–2018) i Klaudią „Sheeyą” Kołodziejczyk (2021–2024). Od jesieni 2024 jest w związku z Karoliną ,,Zombkeee” Ząbek.

## Dyskografia

### Albumy studyjne
| Rok                                                     | Dane dot. albumu                                             | Najwyższa pozycja na liście | Sprzedaż       | Certyfikat             |
| Rok                                                     | Dane dot. albumu                                             | POL                         | Sprzedaż       | Certyfikat             |
| ------------------------------------------------------- | ------------------------------------------------------------ | --------------------------- | -------------- | ---------------------- |
| 2014                                                    | Jeden - Data: 2 października 2014 - Wydawca: wydanie własne  | –                           | 1500           | brak                   |
| 2016                                                    | Niepowstrzymany - Data: 12 sierpnia 2016 - Wydawca: My Music | 1                           | - POL: 30 000+ | - POL: platynowa płyta |
| „–” oznacza, że album nie był notowany na danej liście. |                                                              |                             |                |                        |

### Single
| Rok | Tytuł                                                 | POL (Billboard) | Certyfikat                | Sprzedaż       | Album                        |
| --- | ----------------------------------------------------- | --------------- | ------------------------- | -------------- | ---------------------------- |
| 2015 | „Bombsite A” (oraz DJ Remo, Mamiko)                   | X               | - POL: 3× platynowa płyta | - POL: 60 000+ | - Niepowstrzymany - Remofere |
| 2016 | „Niepowstrzymany”                                     | ×               | brak                      | brak danych    | Niepowstrzymany              |
| 2016 | „Mój przyjaciel, grubas 2” (gościnnie: Kolega Ignacy) | ×               | - POL: złota płyta        | - POL: 10 000+ | Niepowstrzymany              |
| 2016 | „Liryczna chłosta” (gościnnie: MC Sobieski)           | ×               | - POL: złota płyta        | - POL: 10 000+ | Niepowstrzymany              |
| 2022 | „Bombsite B” (oraz Remo, Friz, Mamiko)                | 17              | brak                      | brak danych    | –                            |
| 2022 | „Rozj**any (Tromba Diss)”                             | –               | brak                      | brak danych    | –                            |
| 2024 | „Bestie z Tokio (GONCIARZ DISS)”                      | –               | brak                      | brak danych    | –                            |
| „–” oznacza, że singel nie był notowany na danej liście. „×” oznacza, że dana lista przebojów nie istniała w danym okresie. |                                                       |                 |                           |                |                              |

### Występy gościnne
| Rok  | Tytuł                                                              | Sprzedaż    | Certyfikat | Album |
| ---- | ------------------------------------------------------------------ | ----------- | ---------- | ----- |
| 2020 | „Among Us 2” (Yachu, gościnnie: Jacuś, Gimpson, Requer i Wip Bros) | brak danych | brak       | –     |

### Inne
| Rok  | Album              | Uwagi                               | Źr.    |
| ---- | ------------------ | ----------------------------------- | ------ |
| 2015 | DJ Remo – Remofere | gościnny rap w utworze „Bombsite A” | [ 53 ] |

## Teledyski
| Rok  | Tytuł                                                 | Reżyseria    | Album           | Źr.    |
| ---- | ----------------------------------------------------- | ------------ | --------------- | ------ |
| 2015 | DJ Remo – „Bombsite A” (gościnnie: Gimpson, Mamiko)   | Smoła Studio | Remofere        | [ 12 ] |
| 2016 | „Mój przyjaciel, grubas 2” (gościnnie: Kolega Ignacy) | Smoła Studio | Niepowstrzymany | [ 16 ] |
| 2016 | „Niepowstrzymany”                                     | Smoła Studio | Niepowstrzymany | [ 17 ] |
| 2016 | „Liryczna chłosta” (gościnnie: MC Sobieski)           | Smoła Studio | Niepowstrzymany | [ 18 ] |